# Škoda Muzeum
Il museo Škoda Muzeum è dedicato al mondo dei trasporti e sito nella città ceca Mladá Boleslav proprio accanto allo stabilimento Škoda Auto. Nel museo sono presenti modelli del costruttore ceco.

## Storia

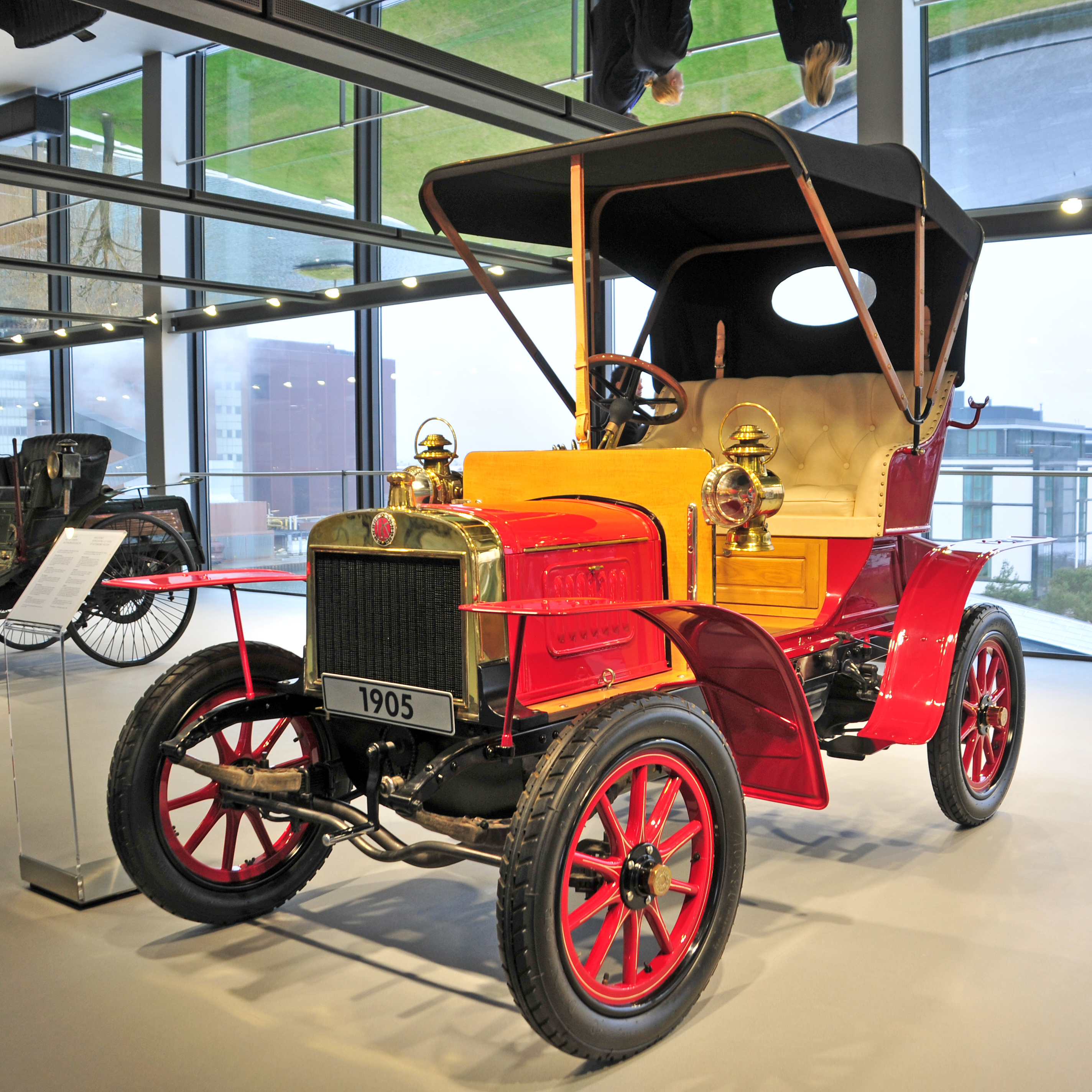
La prima Laurin & Klement, Voiturette A, fabbricata da Škoda

La società Laurin & Klement fu fondata il 18 dicembre 1895, come fabbrica di biciclette, divenendo la più grande produttrice di biciclette del territorio. Dopo poco tempo iniziarono la produzione di motociclette e dal 1905 anche di automobili. Nel 1925 la Laurin & Klement viene acquisita dalla Škoda con sede a Plzeň. Dopo la seconda guerra mondiale fu nazionalizzata sotto il regime comunista. Dopo la caduta del comunismo, nel 1990, viene privatizzata e la divisione Škoda Auto venduta alla Volkswagen.
Fino al 2012, il museo è stato ospitato in diversi ex capannoni della fabbrica, con la predominanza di veicoli del secondo dopoguerra. A causa di mancanza di spazio, alcuni modelli venivano scambiati con esemplari nei depositi. Un ampio spazio nell'area d'ingresso è occupato dai prodotti dell'azienda Laurin & Klement. Come azienda progenitrice di Škoda, era il più importante produttore di biciclette e più tardi di motociclette nella regione boema. Le biciclette prodotte, come le moto e le automobili più tardi, erano meno dotate di innovazioni tecniche e più beni di massa per i normali lavoratori. Le biciclette erano destinate all'ampio mercato di massa, non avevano ingranaggi ed erano equipaggiate con i mozzi con sistema di freno a contropedale della Fichtel & Sachs che erano comuni all'epoca. Škoda produsse solo alcuni modelli di lusso come la Škoda-Hispano Suiza 25/100 o la Škoda VOS, che erano e sono anche esposti nel museo.

## Sede attuale
La sede è nel sito con oltre un secolo di storia, dello stabilimento produttivo, costruito fra il 1898 al 1912 e nel quale furono fabbricate auto fino al 1926. L'edificio era ancora in uso industriale negli anni '70. Dopo 9 mesi di ristrutturazione il sito viene riaperto il 26 novembre 2012. Il museo copre ora un'area di circa 1800 m² negli ex capannoni di produzione di Laurin & Klement ed espone 45 auto oltre a numerosi oggetti individuali.
Il museo è caratterizzato da pareti bianche, parquet e vetrate. La mostra è divisa nelle aree tematiche: „Tradizione“, „Evoluzione“ e „Precisione“. In totale vi sono circa 300 veicoli, che per il restauro hanno richiesto 1.800 - 5.000 ore.

## Esemplari esposti (parziale)

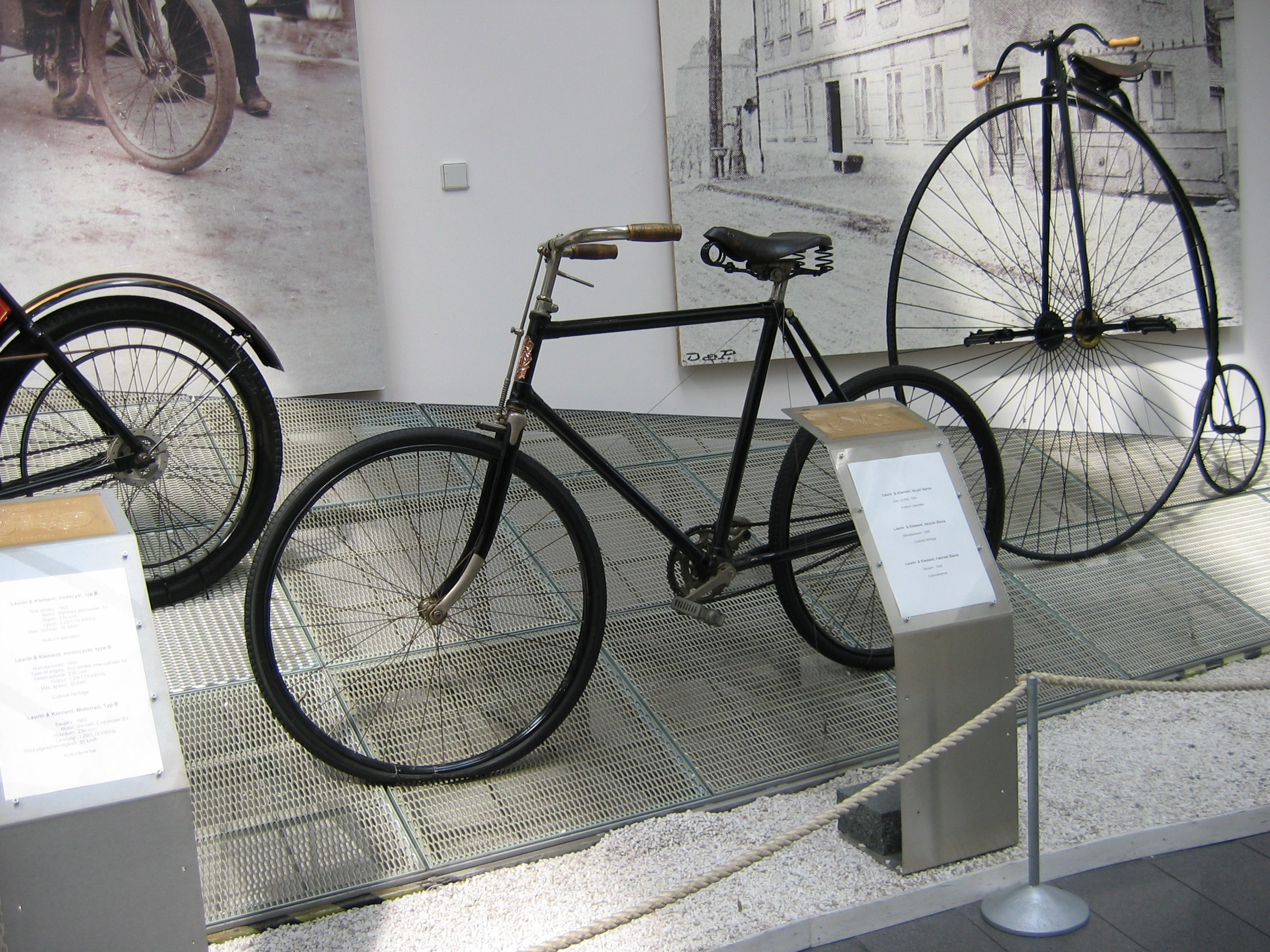
Biciclette Laurin & Klement
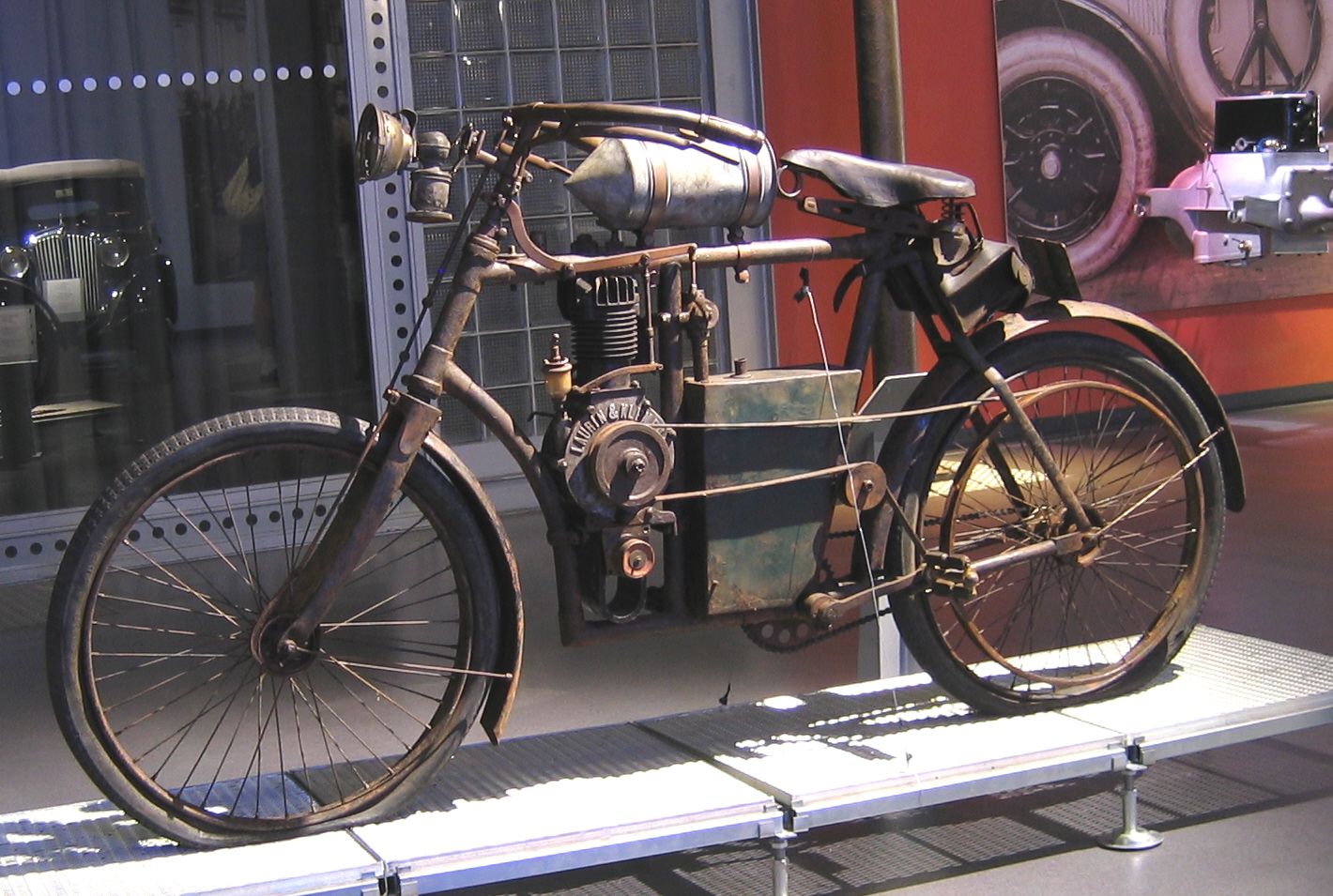
Motocicletta Laurin & Klement
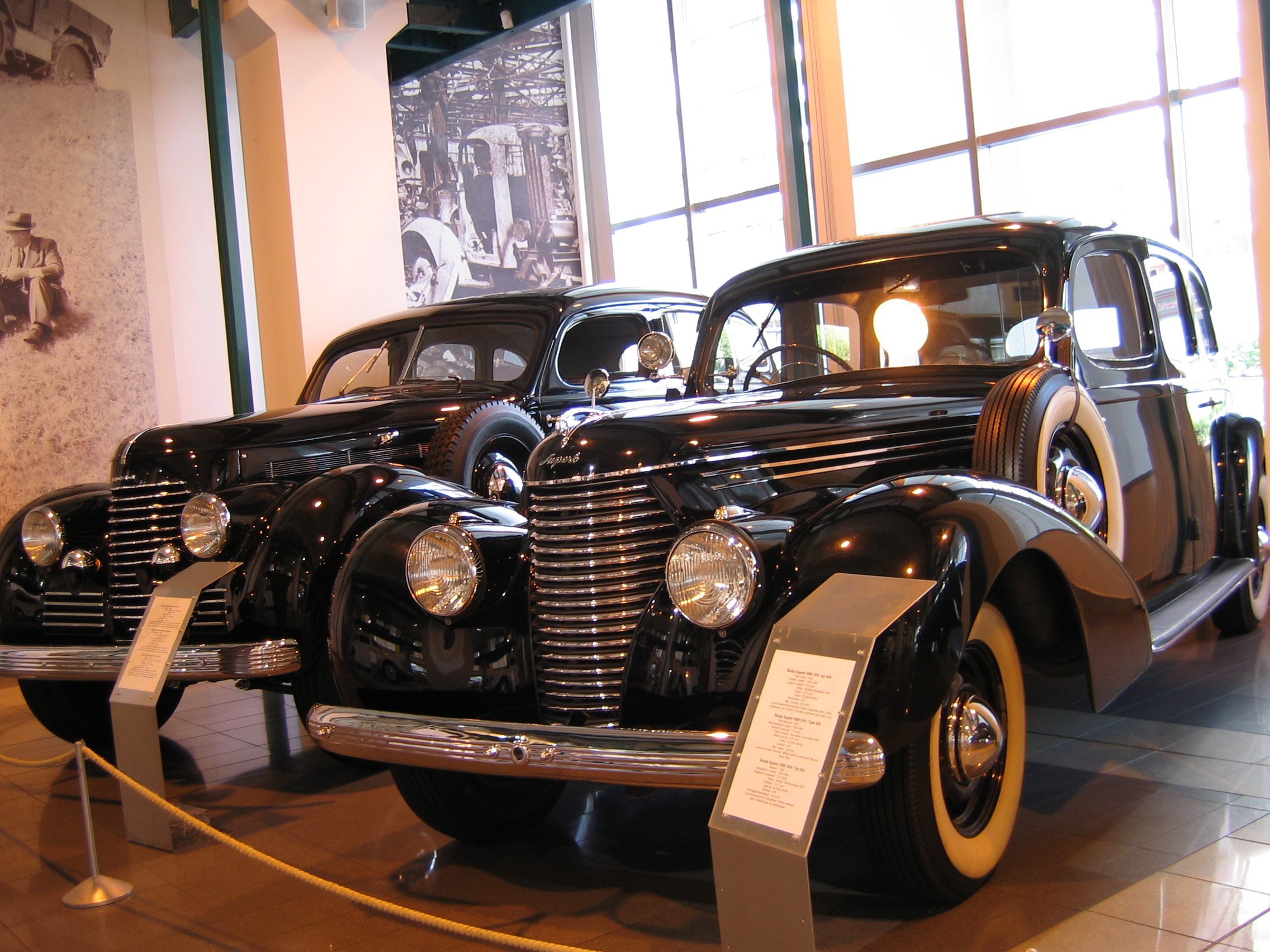
Škoda Superb (1934)
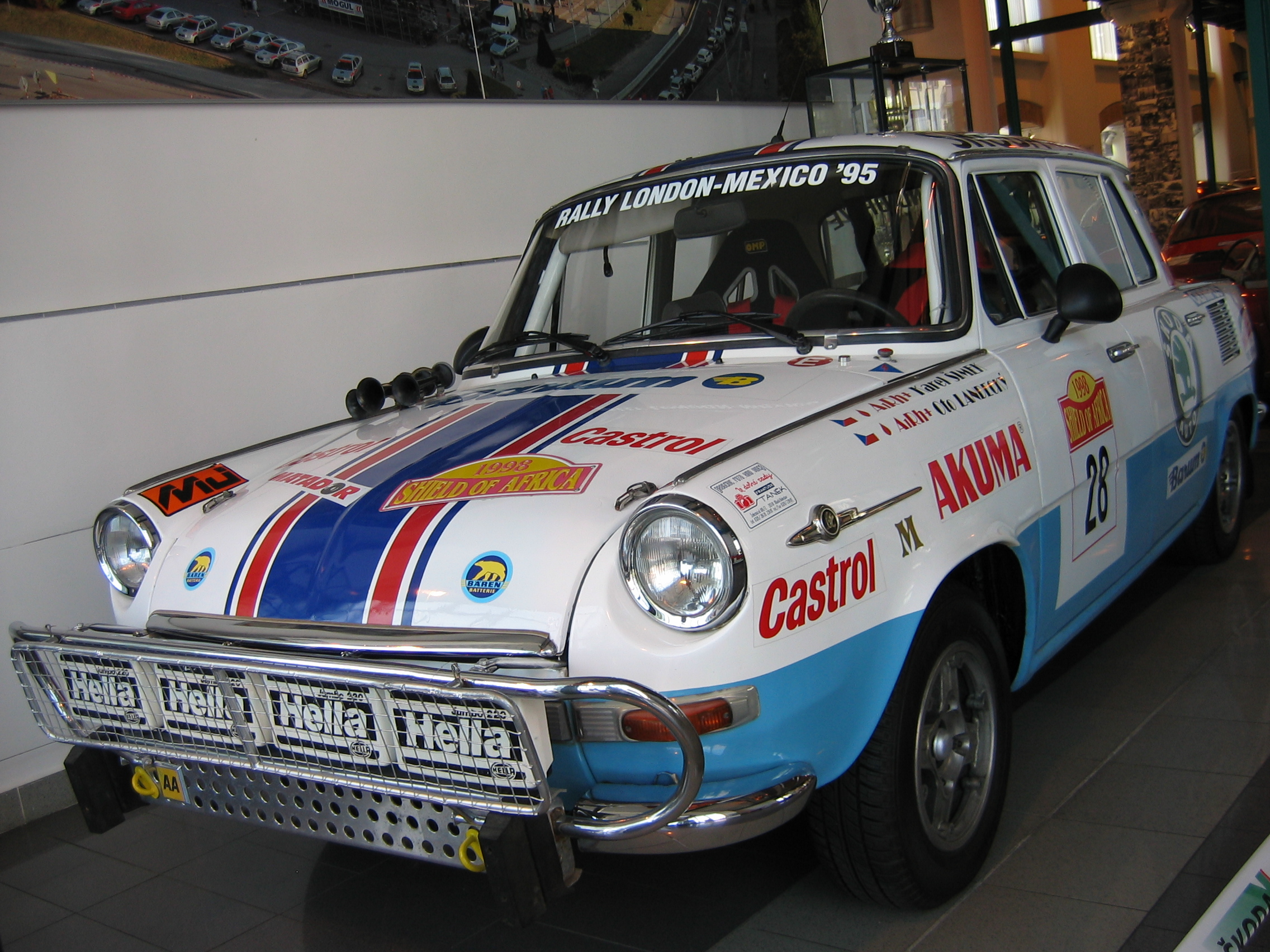
Škoda 1000 MB cross-country
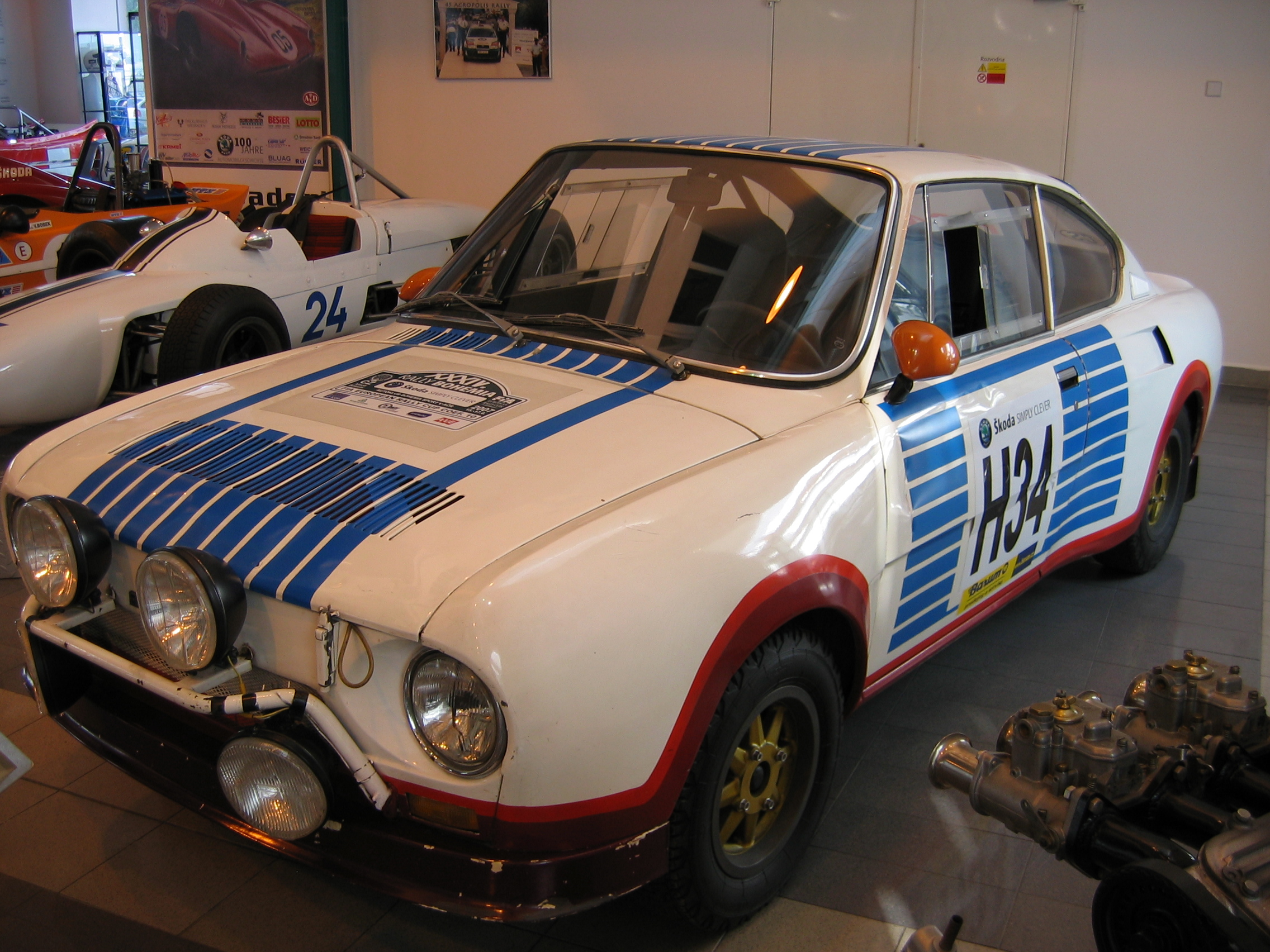
Škoda 110 R
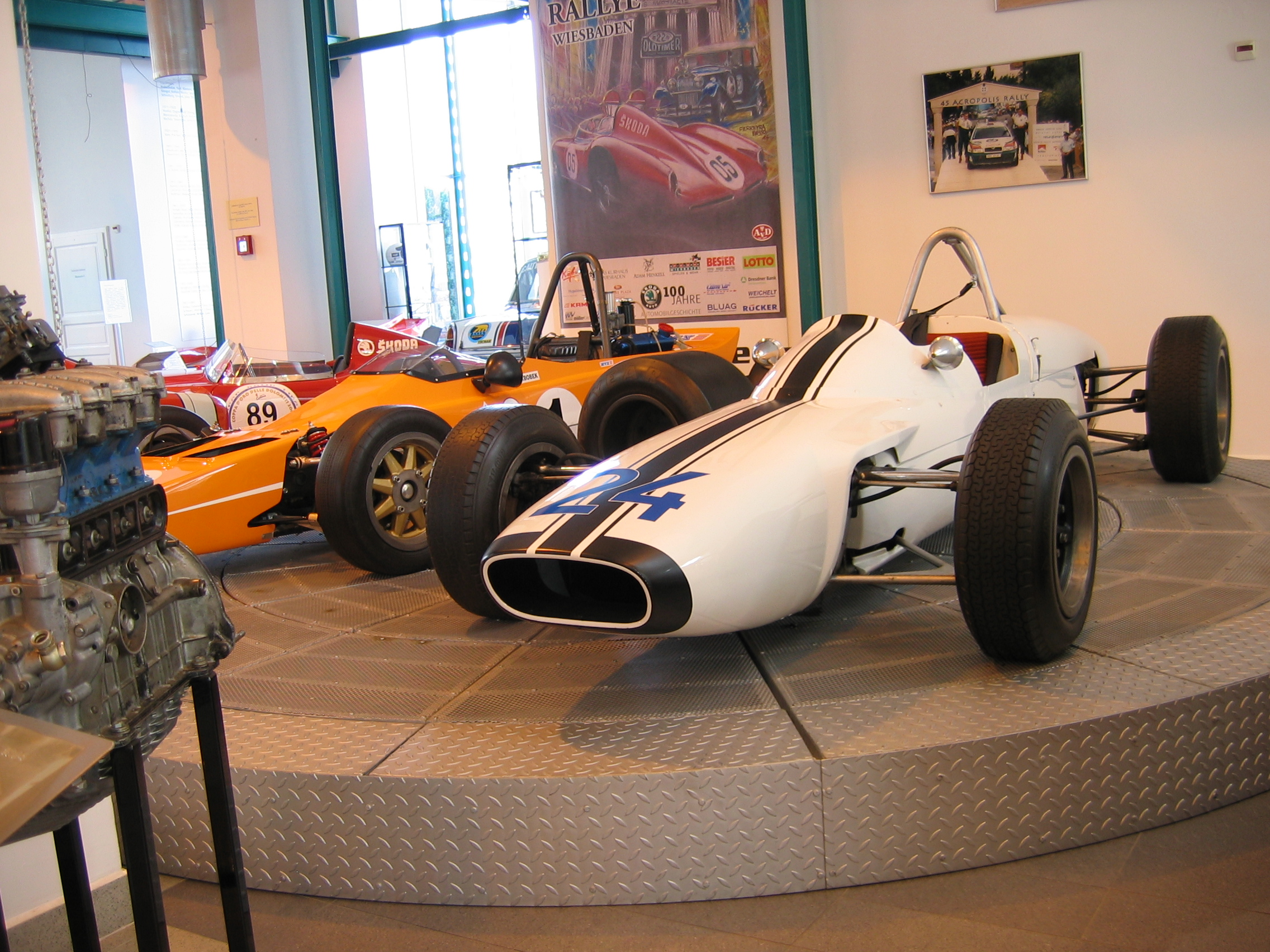
Škoda F3
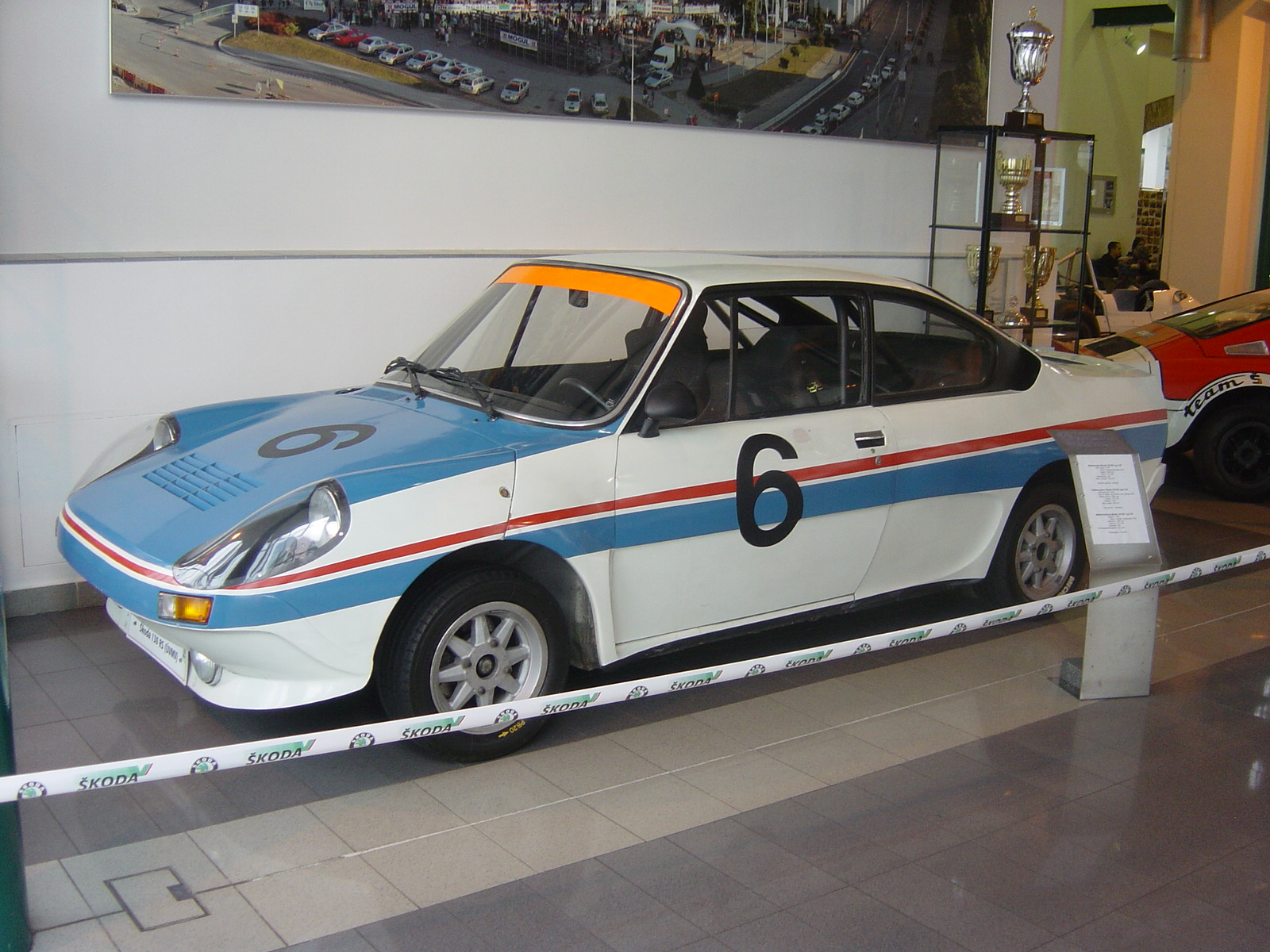
Škoda 130 RS
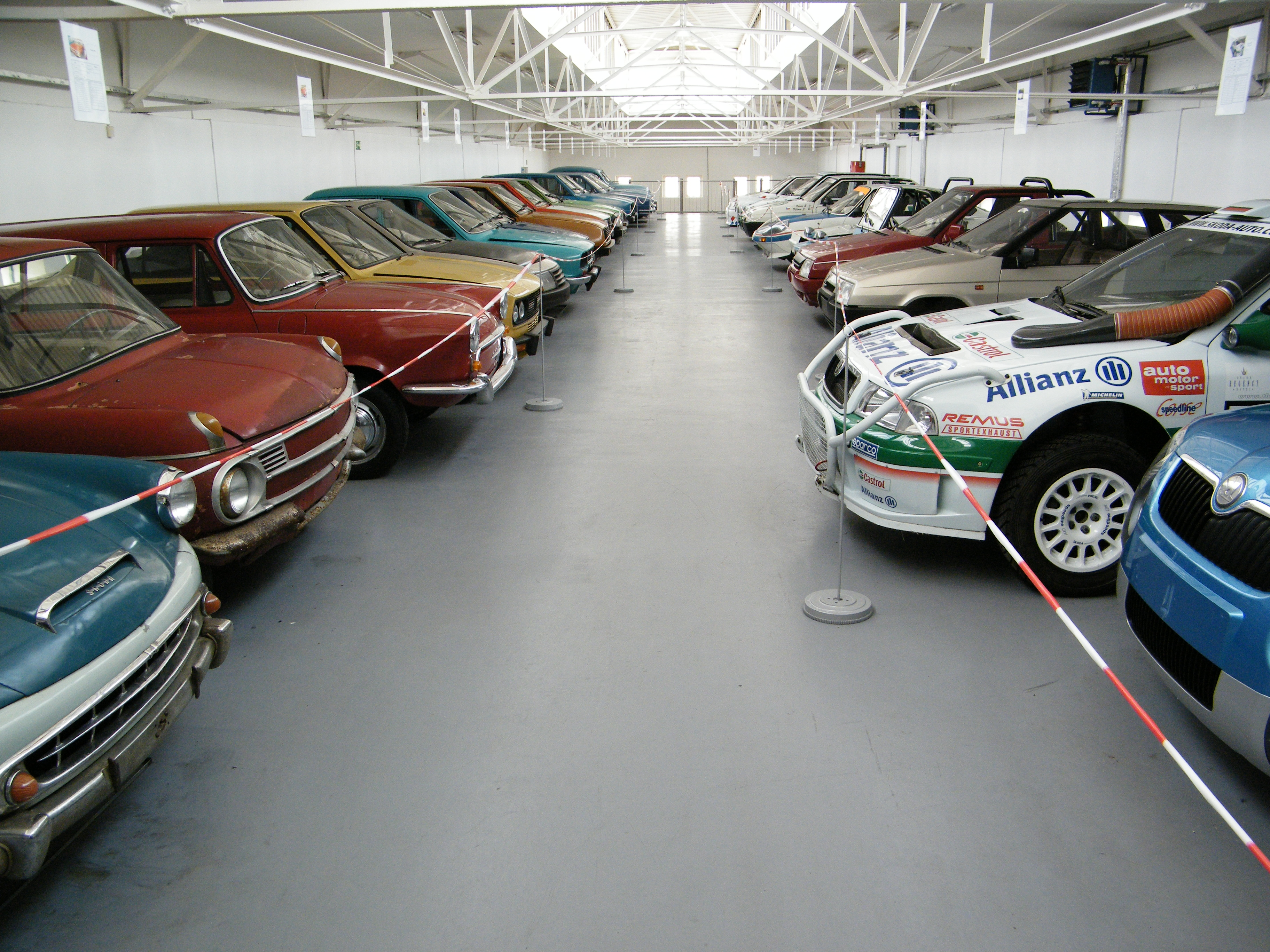
Sala dei prototipi del museo
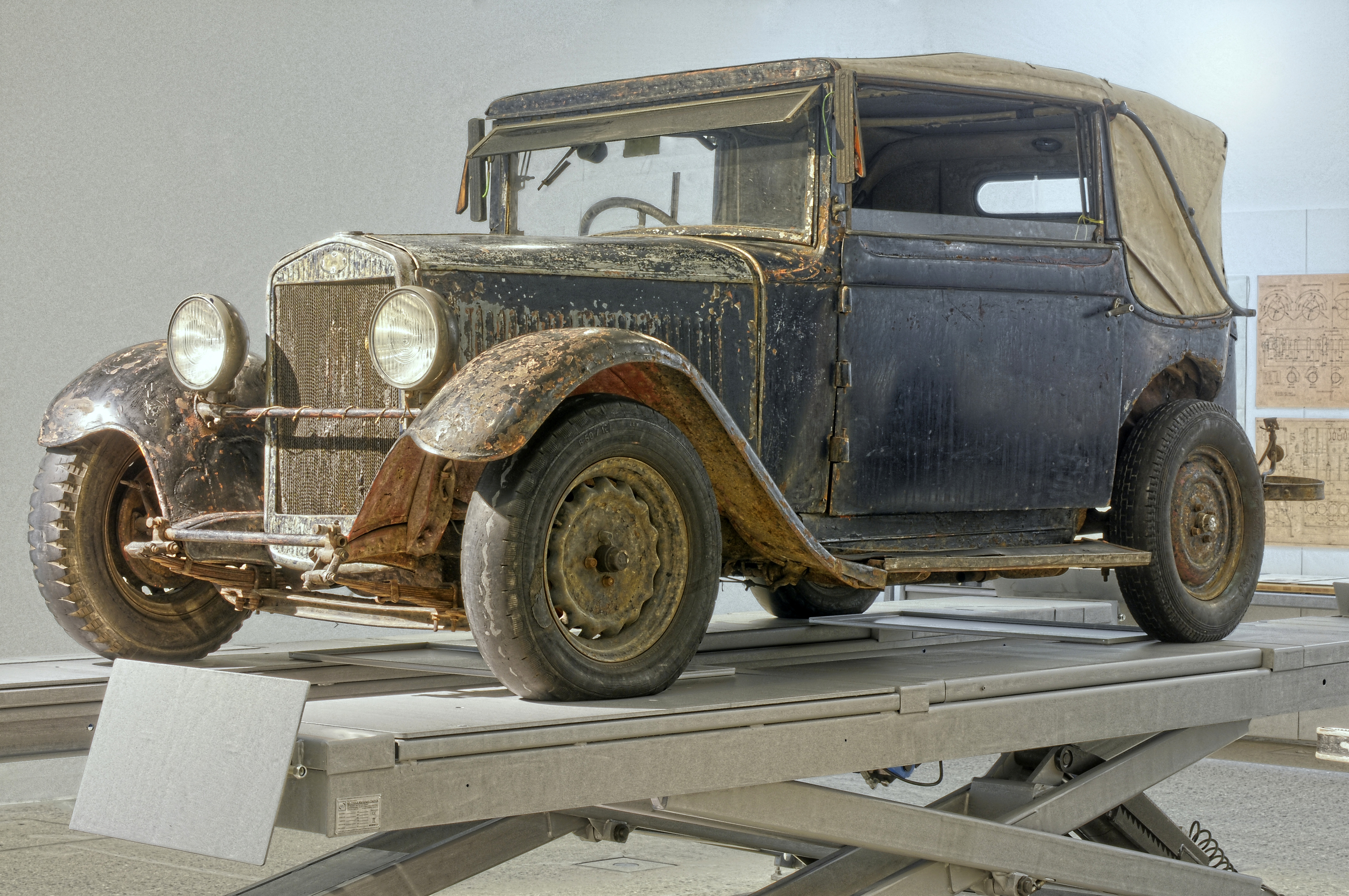
Škoda 422, ritrovata in un fienile e non restaurata
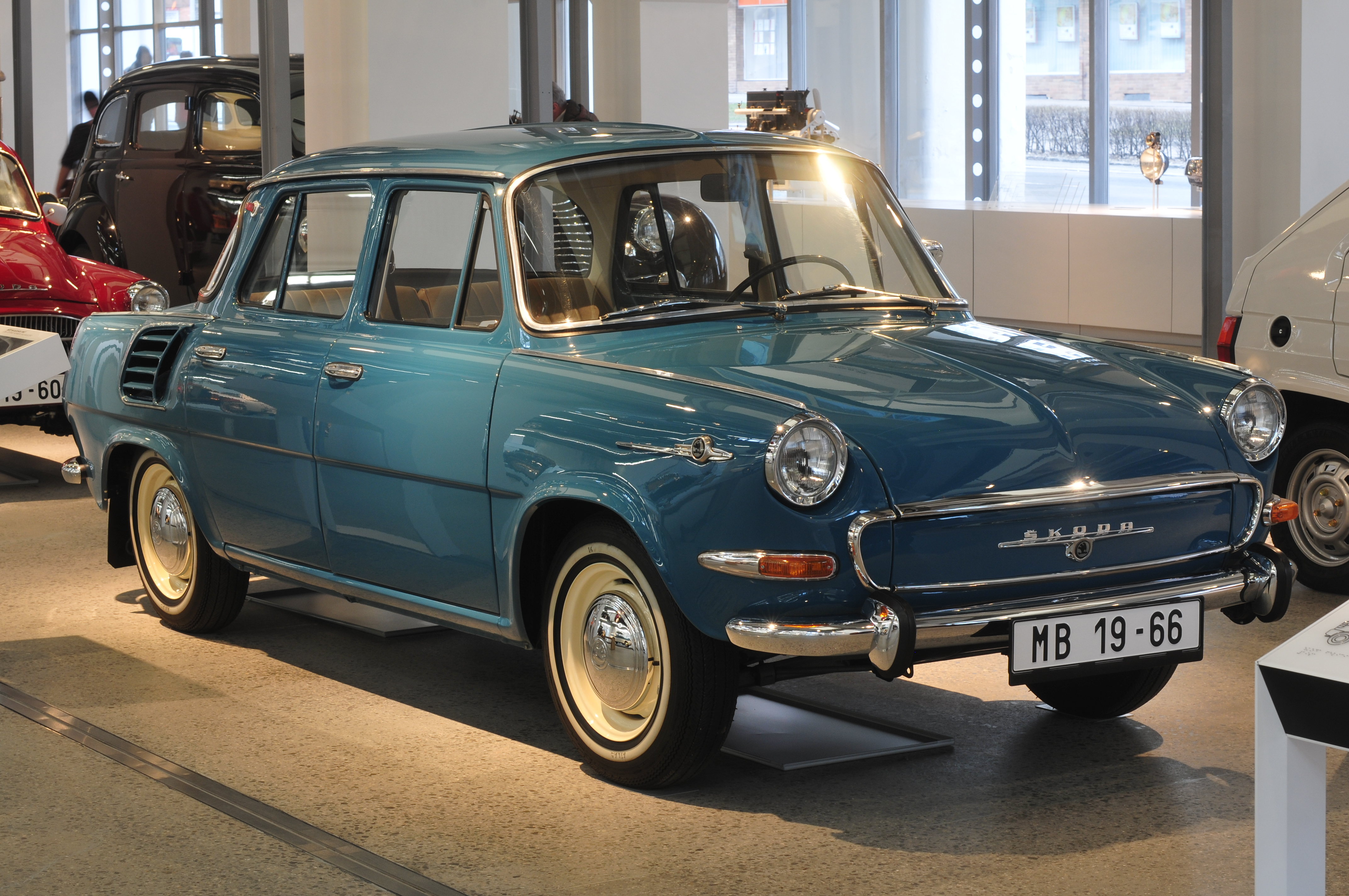
Škoda 1000 MB
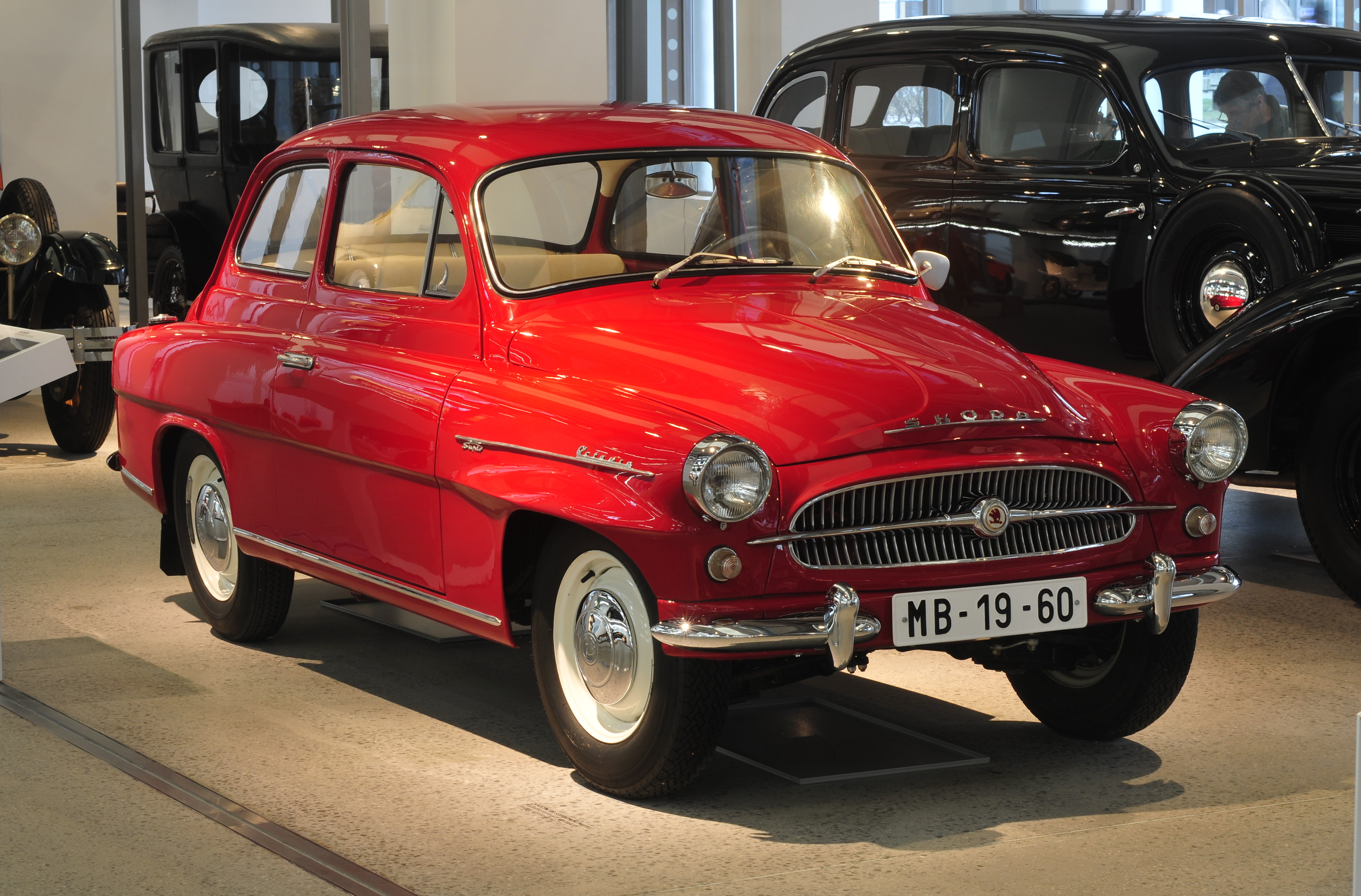
Škoda Octavia
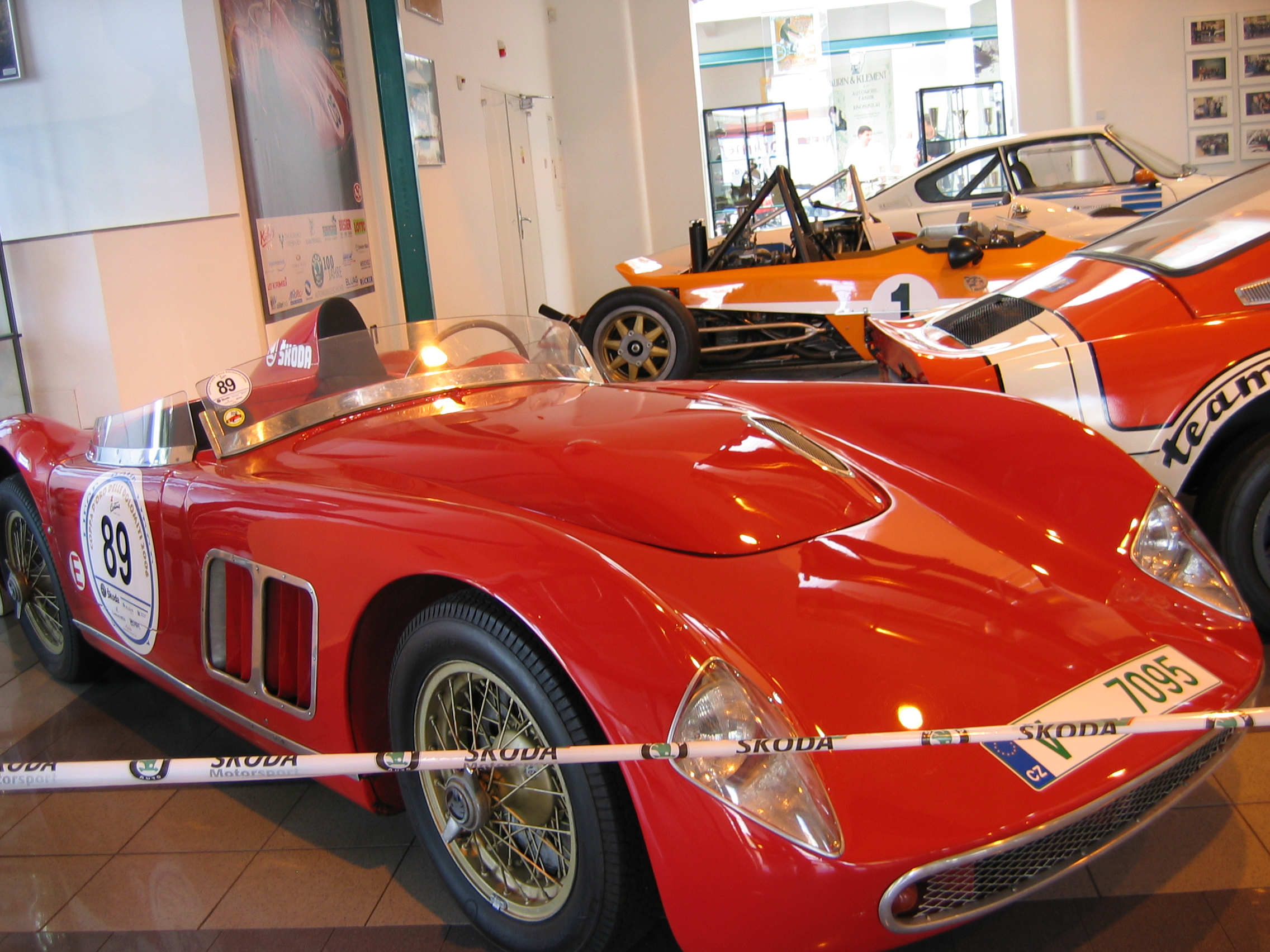
Škoda 1100 OHC

## Altri musei
Un altro piccolo Škoda-Museum esiste a Glamsbjerg in Danimarca. Nella città tedesca di Stiebritz, in Turingia, esiste una piccola collezione privata di veicoli Škoda.